# Грибакин, Алексей Юрьевич
Алексей Юрьевич Грибакин (род. 22 января 1973) — советский и российский хоккеист, вратарь.

## Биография
Алексей Грибакин родился 22 января 1973 года.
Занимался хоккеем с шайбой в московской ДЮСШ «Спартак».
Играл на позиции вратаря.
В сезоне-1991/92 провёл за «Спартак» 4 матча в чемпионате СССР, пропустил 1 шайбу. В том же сезоне играл во второй лиге за щёкинский «Корд» и московский «Аргус». В составе красно-белых стал бронзовым призёром чемпионата СССР / СНГ.
В 1992—1994 годах играл в высшей лиге за рязанский «Вятич». В сезоне-93/94 провёл 26 матчей.
В сезоне-1994/95 защищал ворота череповецкой «Северстали», провёл 17 матчей в МХЛ, пропустил 63 шайбы.
С 1995 года снова играл в высшей лиге. В сезоне-1995/96 выступал за «Коминефть» из Нижнего Одеса, в 1996—1998 годах — за тамбовский «Авангард» (67 матчей, 181 пропущенная шайба). В сезоне-1997/98 также провёл 5 матчей в первой лиге за электростальский «Кристалл-2», пропустил 8 шайб.